# Le Bémont
Le Bémont is een gemeente en plaats in het Zwitserse kanton Jura, en maakt deel uit van het district Franches-Montagnes.

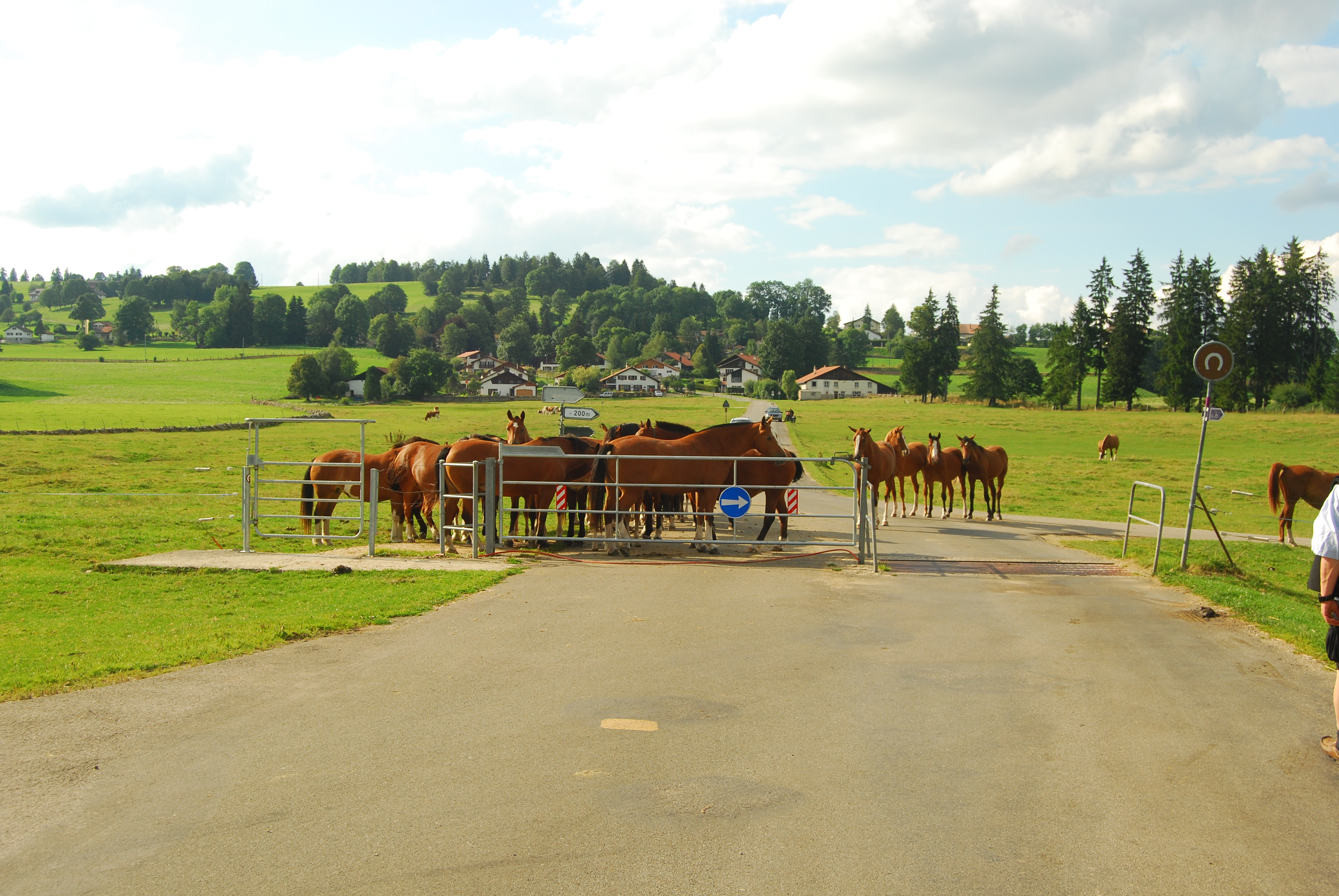
Le Bémont

Le Bémont telt 346 inwoners.